# Regering van Italië
De regering van Italië is een onderdeel van het politieke systeem van Italië en bestaat uit de premier (voorzitter van de ministerraad), de ministers en een aantal staatssecretarissen. De premier en ministers vormen samen de ministerraad, het hoogste orgaan van de uitvoerende macht. Vrijwel elke regering bevat ook een aantal staatssecretarissen. Sommigen van hen kunnen ook de titel viceminister krijgen. Sinds 22 oktober 2022 is de regering-Meloni in functie.
De officiële zetel van de regering is het Palazzo Chigi aan de Piazza Colonna te Rome. Voor bepaalde officiële gelegenheden wordt ook gebruikgemaakt van de Villa Doria Pamphilj, de Villa Madama en het Palazzo della Farnesina, die alle drie ook in Rome te vinden zijn.

## Algemene kenmerken
De regering is een grondwettelijk orgaan: de Grondwet stipuleert in de art. 92, 93, 94, 95 en 96 het bestaan ervan en beschrijft tevens de rol van de regering in het wetgevende proces. De regering heeft daarin een onafhankelijke positie ten opzichte van de andere politieke organen van het land. De grondwet beschrijft in hoofdstuk 2, deel 3 de taken en functies van de regering.
De regering wordt voorgezeten door de premier. Hij is in rang de vierde burger van het land (na de president, de voorzitter van de Senaat en de voorzitter van de Kamer, maar voor de voorzitter van het Grondwettelijk Hof), hoewel hij in de praktijk de belangrijkste figuur in de politiek is.

## Samenstelling

### Premier

Vaandel van de premier van Italië

De premier (of Voorzitter van de Raad van Ministers) heeft een voorrangspositie ten opzichte van de andere leden van de regering. Hij heeft de taak om een regering te vormen en ministers te kiezen (art. 92,2), nadat hij daartoe de opdracht heeft gekregen van de president. Zijn aftreden brengt de val van de hele regering met zich mee. De premier is verantwoordelijk voor het algemene beleid van de regering, de ministers vertonen collegialiteit ten opzichte van het regeringsbeleid en persoonlijk op hun ministerie (art. 95,1).
Hij roept de ministerraad samen, stelt de agenda op en zit de vergaderingen voor. Hij kan de verschillende ministers geen orders geven op het gebied van hun portefeuille, maar hij kan hen wel opdrachten geven in lijn met beslissingen van de ministerraad. Hij kan de opschorting vragen van door een minister genomen besluit en hij kan ministers vragen om met hem af te stemmen hoe de persverklaringen eruit komen te zien, die ministers van plan zijn te geven. Deze laatste bepalingen zijn ingesteld door wet 400/1988, later aangepast in wetgevend decreet 303/1999, met als doel om de positie van de premier te versterken en om hem een grotere macht te geven ten opzichte van de afzonderlijke ministers en zo dus ook ten opzichte van de politieke partijen die deel uitmaken van de coalitie.
Omdat de premier een bijzondere positie inneemt, worden regeringen normaliter aangeduid met de naam van de premier (de regering-Renzi, de regering-Gentiloni etc.). Om zijn sturende en coördinerende taken te kunnen uitoefenen beschikt de premier over een aantal diensten, die zijn gevormd overeenkomstig wet 400/1988 en wetgevend decreet 303/1999. Dit "Voorzitterschap van de ministerraad" bestaat uit diensten die worden geleid door een secretaris-generaal en uit departementen en bureaus die worden bestuurd door ministers zonder portefeuille of staatssecretarissen. De secretaris-generaal wordt door de premier persoonlijk uitgezocht en heeft als taak om alle bestuurlijke handelingen van de regering te organiseren en om de noodzakelijke informatie te verzamelen en uit te werken om het beleidsprogramma van de regering in uitvoering te brengen en te actualiseren.
Binnen de regering kunnen een of meer ministers op aanwijzen van de ministerraad de titel vicepremier krijgen. Dezen hebben de bevoegdheid om de premier te vervangen wanneer deze afwezig is of tijdelijk verhinderd (wet 400/1988).

### Ministeries
Iedere minister staat aan het hoofd van een onderdeel van het openbare bestuur, een ministerie. Het aantal ministeries en hun taken zijn bepaald in de wet (art. 95,3; wetgevend decreet 300/1999 ofwel de wet-Bassanini). Wet 244/2007 ofwel de financieringswet voor 2008 stelt het aantal ministeries op twaalf. Wet 172/2009 bepaalt de splitsing van het Ministerie van Werk, Volksgezondheid en Sociale Zaken in twee ministeries, waardoor het aantal ministeries op dertien wordt gesteld. In wet 71/2013 wordt het ministerie van Erfgoed en Culturele Zaken hernoemd in Ministerie van Erfgoed, Culturele Zaken en Toerisme.
1. Ministerie van Buitenlandse Zaken en Internationale Samenwerking
2. Ministerie van Binnenlandse Zaken
3. Ministerie van Justitie
4. Ministerie van Defensie
5. Ministerie van Economie en Financiën
6. Ministerie van Economische Ontwikkeling
7. Ministerie van Landbouw, Voedsel en Bosbeheer
8. Ministerie van Onderwijs, Universiteiten en Wetenschappelijk Onderzoek
9. Ministerie van Erfgoed, Culturele Zaken en Toerisme
10. Ministerie van Werk en Sociale Zaken
11. Ministerie van Volksgezondheid
12. Ministerie van Infrastructuur en Transport
13. Ministerie van Milieu en Bescherming van Land en Zee

Naast de ministers die verantwoordelijk zijn voor een ministerie, kunnen er ook andere ministers zijn. Dezen worden minister zonder portefeuille genoemd. Zij zijn niet verantwoordelijk voor een ministerie, maar verrichten specifieke taken. Vaak besturen zij speciale afdelingen binnen het Voorzitterschap van de ministerraad. Zij maken hoe dan ook volledig deel uit van de ministerraad.

### Ministerraad

Het huidige logo van het Voorzitterschap van de ministerraad

- bepaalt het algemene beleid van de regering (binnenlandse en economische politiek)
- beslecht belangenconflicten tussen ministers
- stelt wetsontwerpen op wetsdecreten, wetgevende decreten en regeringsbesluiten, die alle aan het parlement zullen worden voorgelegd
- neemt de belangrijke besluiten op het gebied van de buitenlandse politiek

### Staatssecretarissen
Staatssecretarissen maken deel uit van de regering, maar op een ondergeschikte manier. Zij worden aangewezen door de ministerraad en verliezen hun functie bij het ontslag van de regering. Anders dan de ministers, nemen ze geen deel aan de vergaderingen van de ministerraad. Hun taak is het ondersteunen van de minister aan wie zij zijn toegevoegd, in de taken die hun door de minister zijn toegewezen. Tevens kunnen zij de minister vertegenwoordigen bij parlementszittingen. Enkele staatssecretarissen, aan wie het beheer van een afdeling binnen een door een minister bestuurd ministerie is toegewezen, bekleden het ambt van viceminister.
Normaal gesproken nemen zij geen deel aan de vergaderingen van de ministerraad en hun werkzaamheden vinden plaats onder verantwoordelijkheid van de betreffende minister.

## Benoeming

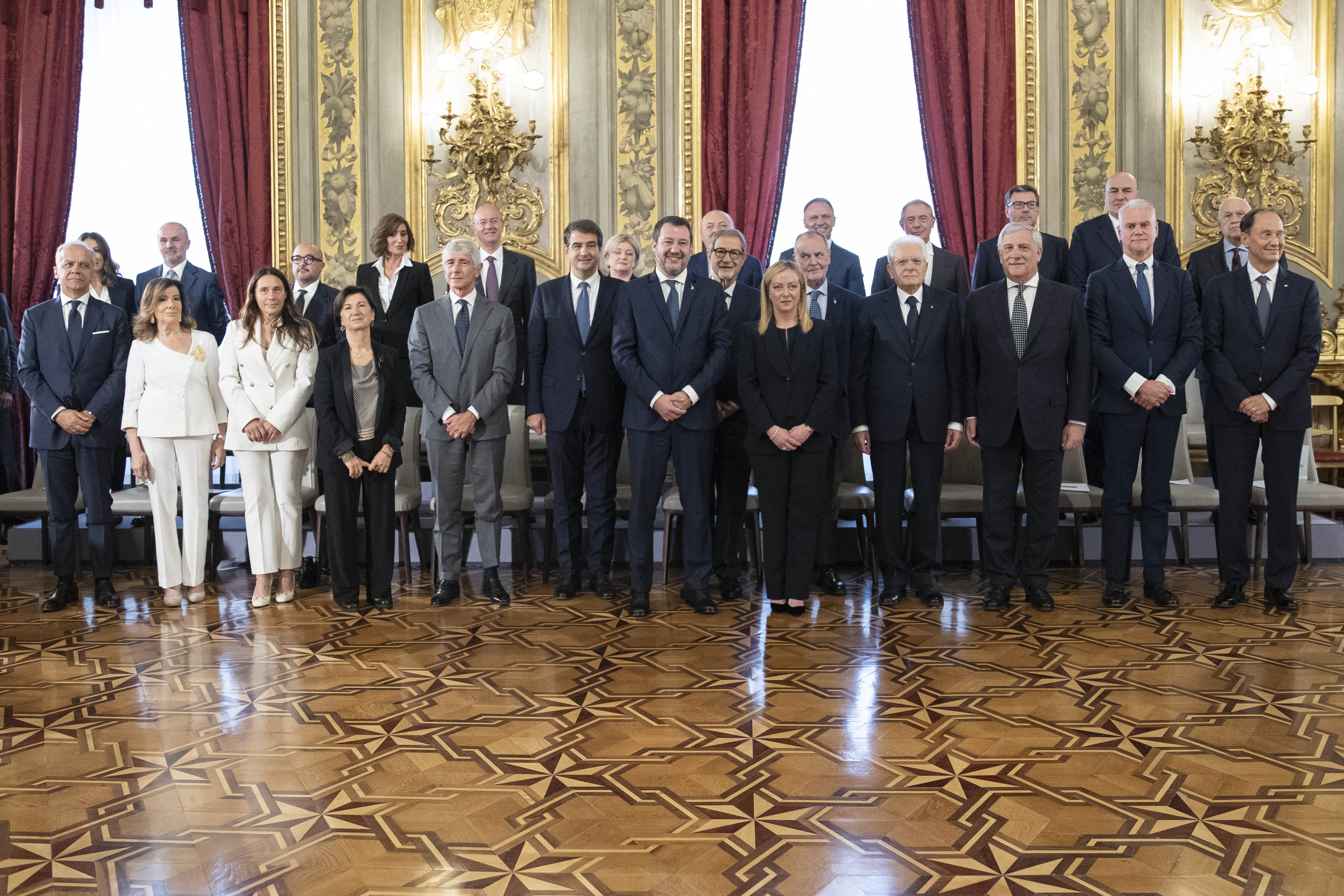
Het huidige kabinet-Meloni met president Sergio Mattarella op 22 oktober 2022

De premier wordt benoemd door de president na een aantal consultaties, waarbij de voorzitters van de beide kamers van het parlement zijn betrokken, de ex-presidenten en de leiders van de verschillende parlementaire groeperingen. De ministers worden op aanwijzing van de premier ook benoemd door de president.
Na de aanvaarding van haar benoeming legt de regering de eed af bij de president en uiterlijk tien dagen na de formatie presenteert zij zich in beide kamers van het parlement, waar zij door middel van een hoofdelijke vertrouwensstemming het vertrouwen krijgt van het parlement. De regering blijft in functie zolang zij het vertrouwen heeft van het parlement en de vorming van een nieuw parlement heeft daar in principe geen gevolgen voor. In theorie zou de regering dus voor altijd in functie kunnen blijven.

## Taken en bevoegdheden
De regering is het hoogste bestuursorgaan van het land. Zij heeft wetgevend initiatief (art. 71), kan de behandeling van wetsvoorstellen in het parlement eisen (en dus niet in een commissie) (art. 72), vaardigt gedelegeerde wetten uit binnen een machtigingswet (art.76) en wetsdecreten (art.77), dit alles behoudens de vorm en de beperkingen vanuit de grondwet en de andere wetgeving. Verder presenteert de regering jaarlijks de landsbegroting in het parlement (art.81), neemt besluiten inzake de rechtmatigheid van regionale wetgeving (art.123 en 127), wanneer zij meent dat een regionale regering haar bevoegdheden te buiten is gegaan.

## Verkiesbaarheid
Ministers kunnen worden aangewezen door de premier. Ze kunnen ook buiten de leden van het parlement aangezocht worden (art. 64). In dat geval hebben ze wel het recht om deel te nemen aan de vergaderingen van het parlement. Dit recht wordt een plicht, wanneer parlementsleden om de aanwezigheid van een minister verzoeken. Verder ontvangen ministers een vast bedrag aan onkostenvergoedingen gedurende de tijd dat zij in functie zijn.

## Regeringscrisis en ontslag van de regering
In het geval dat de regering haar ontslag aanbiedt aan de president (dit ontslag kan geweigerd worden of het kan met een voorbehoud geaccepteerd worden), blijft deze regering als een demissionaire regering in functie tot een nieuwe regering is benoemd.
De taken van een demissionaire regering zijn die van een regering in lopende zaken: zij houdt zich bezig met de uitvoering van de op dat moment geldige wetgeving, maar dient zich te onthouden van initiatieven die de werking van de volgende regering kunnen beïnvloeden.
Het begrip lopende zaken is evenwel tamelijk rekbaar en daarom legt de regering soms aan zichzelf beperkingen op, die dan gevat zijn in instructies van de premier.
De demissionaire regering blijft in functie totdat de nieuwe regering de eed heeft afgelegd (de procedure voorziet dat degene die belast is met de vorming van een nieuwe regering, die opdracht kan weigeren of die opdracht kan aannemen). Als hij zijn benoeming accepteert, wordt hij door de president benoemd door middel van de daarvoor bedoelde benoemingsdecreten. De procedure voorziet in drie decreten: het eerste bepaalt de aanvaarding van het ontslag van de regering (medeondertekend door de premier), het tweede bepaalt de benoeming van de premier (medeondertekend door de premier als een schriftelijke aanvaarding van zijn benoeming), het derde bepaalt de benoeming van de afzonderlijke ministers (medeondertekend door de premier). Binnen tien dagen na de benoemingsdecreten presenteert de nieuwe regering zich in de beide Kamers om het vertrouwen te krijgen.
Direct na het ontstaan van een regeringscrisis stoppen de Kamer en de Senaat iedere wetgevende activiteit die verbonden is met de uitvoerende macht: alleen wetsontwerpen waarvan de behandeling vanuit grondwettelijk oogpunt noodzakelijk is, kunnen nog behandeld worden. Het gaat dan om regeringsdecreten die tot wetten omgevormd moeten worden, om wetsontwerpen die de effecten van nog niet omgezette wetsdecreten moeten opvangen, om wetsontwerpen die internationale verdragen en Europese wetgeving bekrachtigen, wanneer door een te late behandeling de staat in gebreke zou blijven bij het nakomen van internationale of Europese verplichtingen.